# Wars & Warriors: Joan of Arc
Wars & Warriors: Joan of Arc é um videogame baseado na história de Joana d'Arc. Desenvolvido e publicado pela Enlight Software, foi lançado em 9 de fevereiro de 2004. O jogador assume o papel de Joana d'Arc e lidera o exército francês na guerra dos 100 anos. O jogo combina aspectos de ação (hack and slash), estratégia em tempo real e RPG. O jogo está disponível via o serviço online GameTap.

## Jogabilidade
Enquanto o jogo possui ambos aspectos, ação (hack and slash) e estratégia em tempo real, a ação predomina. Jogando como Joana ou um outro comandante francês, o jogador usa uma variedade de armas medievais para derrotar soldados ingleses inimigos. Como o jogo progride, o jogador ganha pontos de experiência, que podem ser gastos em combos e ataques especiais, ou características do personagem, como força, defesa e agilidade, que permite derrotar soldados inimigos mais eficientemente. O jogador também controla o exército francês em batalha, ao estilo de estratégia em tempo real. O jogador também pode mudar a perspectiva de terceira pessoa para primeira pessoa, para usar armas de longo alcance. Há 8 missões, cada possuindo múltiplos objetivos.

## Reação crítica
O jogo foi criticado negativamente pelo sistema de câmera e inteligência artificial dos inimigos e aliados, onde era fácil os soldados aliados se perderem no mapa e a câmera mudar de ângulo espontâneamente durante batalhas, deixando o jogador confuso. Mas foi criticado positivamente pelos seus gráficos e jogabilidade, sendo considerado uma mistura ambiciosa de gêneros. Recebeu 6.2 de 10 pontos da GameSpot, e 6.9 pontos da IGN.